# Duxbury (Vermont)
Duxbury ist eine Town im Washington County des Bundesstaates Vermont in den Vereinigten Staaten. Im Jahr 2020 lebten dort 1413 Einwohner in 675 Haushalten auf einer Fläche von 111,6 km².

## Geografie

### Geografische Lage
Duxbury liegt im Westen des Washington Countys. Im Norden liegt Waterbury, im Süden Fayston, im Osten Moretown und im Westen grenzt die Town an Huntington, im Chittenden County. Die Interstate 95 führt im Norden am Gebiet der Town vorbei. In der westlichen Hälfte liegt auf dem Gebiet der Town der Camel’s Hump State Park. Zentral befindet sich in der Town der 694 m hohe Crossett Hill.

### Nachbargemeinden
Alle Entfernungen sind als Luftlinien zwischen den offiziellen Koordinaten der Orte aus der Volkszählung 2010 angegeben.
- Norden: Bolton, 6,4 km
- Nordosten: Waterbury, 8,0 km
- Osten: Moretown, 15,7 km
- Süden: Waitsfield, 5,4 km
- Südwesten: Fayston, 4,4 km
- Westen: Huntington, 13,8 km

### Stadtgliederung
Duxbury Corner, gelegen am Winooski River, war das zuerst besiedelte Village der Town. In Duxbury Corner gab es mehrere Geschäfte, einen Schmied, einen Schuster und ein Hotel. 1915 wurde auf dem Gelände des Hotels eine Grundschule gebaut.
An der Kreuzung der Ridley Brook und der River Road ist North Duxbury gelegen. Das Village hatte eine eigene Schule und einen Friedhof, Sägewerke, einen Bahnhof und ein Postamt. Hier wurde auch das erste Hotel errichtet, welches vor allem Touristen auf dem Weg zum Camels Hump beherbergte.
Etwas nördlich der Ridley Brook Road liegt Durkeeville. Durkeeville besitzt einen Privatfriedhof, auf dem Professor Monroe, seine Schwester und seine neun Hunde beigesetzt wurden.
Scrabble Hill besaß ebenfalls eine eigene Schule und Friedhof. Eine ungewöhnlich schöne Aussicht auf Camels Hump kann von Scrabble Hill vor allem vom Friedhof aus genossen werden.
In South Duxbury befindet sich das alte Schulhaus südlich der Harwood Union High School. Heute ist es ein Privathaus. Der Old-South-Duxbury-Friedhof jedoch ist noch immer in Gebrauch. In South Duxbury gab es eine Walkmühle und eine kombinierte Säge- und Apfelmühle. Die erste Kirche der Town wurde im Jahr 1855 von Samuel Turner gebaut. Diese Kirche wurde von sechs Konfessionen gemeinsam genutzt. Die Kirche der Zeugen Jehovas, erbaut im Jahr 1986, ist die zweite Kirche der Stadt. In South Duxbury gibt es zwei Marmor-Steinbrüche.
Weitere kleinere Gemeinden, die jedoch nicht richtig abgegrenzt sind, entstanden in der Nähe des nördlichen Endes der Dowsville Road, am Boyden Brook, am Dowsville Brook und an der Ward Hill Road.
Am Crossett Hill, benannt nach der aus Irland stammenden Familie Crossett, entstand ein weiteres Village mit Schule und Friedhof.
Neben der Aufteilung in die Villages und kleinen Siedlungen teilt sich die Town in einen nördlichen und einen südlichen Teil. Der nördliche Teil ist noch heute mit Waterbury verbunden, so gibt es gemeinsame Telefonanbindungen sowie gemeinsamen Postversand, Rettungsdienst und Brandschutz. Der südliche Teil hingegen ist mit Moretown bzw. mit Waitsfield verbunden.

### Klima
Die mittlere Durchschnittstemperatur in Duxbury liegt zwischen −11,7 °C (11 °Fahrenheit) im Januar und 17,2 °C (63 °Fahrenheit) im Juli. Damit ist der Ort gegenüber dem langjährigen Mittel der USA um etwa 9 Grad kühler. Die Schneefälle zwischen Mitte Oktober und Mitte Mai liegen mit mehr als zwei Metern etwa doppelt so hoch wie die mittlere Schneehöhe in den USA. Die tägliche Sonnenscheindauer liegt am unteren Rand des Wertespektrums der USA, zwischen September und Mitte Dezember sogar deutlich darunter.

## Geschichte
Am 7. Juni 1763 vergab der Gouverneur der Benning Wentworth im Rahmen der New Hampshire Grants den Grant für das Gebiet um Duxbury an eine Gruppe von 65 Personen, darunter eine Frau. Diese neuen Eigentümer waren jedoch keine Siedler, sondern Landspekulanten. Da jedoch auch die Provinz New York Grants für diese Gebiete vergeben hatte und nach dem Ende des Französisch-Indianischen Krieges zunehmend Schwierigkeiten mit den rebellischen amerikanischen Kolonien aufkamen, dauerte es bis zum Jahr 1786, bis die ersten Siedler in Duxbury eintrafen. Im Jahr 1790 hatte Duxbury 39 Einwohner. Eine erste Versammlung wurde im Jahr 1792 abgehalten.
Das Gebiet der Town Duxbury gliederte sich von Anfang an in kleine Villages. Zu diesen gehörten immer auch eine Schule, in der auch der Gottesdienst abgehalten wurde, und der Friedhof.
Zu den Einkommensquellen in Duxbury zählte neben der Landwirtschaft auch die Waldwirtschaft. Neben Holz wurde Holzkohle und Rinde produziert. Die Rinde wurde zum Gerben von Leder benötigt. Im Jahr 1858 waren sieben mit Wasserkraft betriebene Sägewerke in Betrieb. Nach 1820 gewann die Schafzucht an Bedeutung. In Duxbury gab es mehr als 100 Wollmühlen. Jedoch führte zunehmender Wettbewerb und die Aufhebung von Zöllen auf importierte Wolle zum Rückgang und es wurde Milchvieh gehalten.
Duxbury wurde 1849 an die Bahnstrecke Windsor–Burlington angeschlossen. Im Jahr 1860 lag die Einwohnerzahl bei über 1000 Menschen. Die große Flut von 1927 führte in Duxbury entlang der River Road an Häusern, Sägewerken, der Eisenbahn, Brücken und Straßen zu großen Schäden. In Duxbury und Waterbury starben 20 Personen in der Flut.
Durch die Weltwirtschaftskrise 1929 wurde Duxbury nach der Flut erneut schwer getroffen. Die Einwohnerzahl sank im Jahr 1950 auf 489 Personen. Die Town wurde im Anschluss umgewandelt. Die kleinen Grundschulen wurden geschlossen und eine gemeinsame Schule wurde in Duxbury Corner genutzt. Ebenso die High School, welche im Jahr 1966 als Harwood Union High School in Moretown zusammengefasst wurde. Straßen wurden im Gebiet der Town Anfang der 1960er Jahre ausgebaut und der Bau der Interstate 89 schuf weitere Arbeitsplätze.

### Religion
In Duxbury gibt es mehrere Kirchengemeinden, die Green Mountain Community Alliance Church, die Unitarische First Parish Unitarian Universalist Church, die Kongretionale Pilgrim Church of Duxbury und die Baptistische First Baptist Church of Duxbury.

### Einwohnerentwicklung
| Volkszählungsergebnisse – Town of Duxbury | Volkszählungsergebnisse – Town of Duxbury | Volkszählungsergebnisse – Town of Duxbury | Volkszählungsergebnisse – Town of Duxbury | Volkszählungsergebnisse – Town of Duxbury | Volkszählungsergebnisse – Town of Duxbury | Volkszählungsergebnisse – Town of Duxbury | Volkszählungsergebnisse – Town of Duxbury | Volkszählungsergebnisse – Town of Duxbury | Volkszählungsergebnisse – Town of Duxbury | Volkszählungsergebnisse – Town of Duxbury |
| Jahr                                      | 1800                                      | 1810                                      | 1820                                      | 1830                                      | 1840                                      | 1850                                      | 1860                                      | 1870                                      | 1880                                      | 1890                                      |
| ----------------------------------------- | ----------------------------------------- | ----------------------------------------- | ----------------------------------------- | ----------------------------------------- | ----------------------------------------- | ----------------------------------------- | ----------------------------------------- | ----------------------------------------- | ----------------------------------------- | ----------------------------------------- |
| Einwohner                                 | 153                                       | 326                                       | 440                                       | 652                                       | 820                                       | 895                                       | 1000                                      | 893                                       | 894                                       | 912                                       |
| Jahr                                      | 1900                                      | 1910                                      | 1920                                      | 1930                                      | 1940                                      | 1950                                      | 1960                                      | 1970                                      | 1980                                      | 1990                                      |
| Einwohner                                 | 778                                       | 648                                       | 631                                       | 553                                       | 854                                       | 489                                       | 546                                       | 621                                       | 877                                       | 976                                       |
| Jahr                                      | 2000                                      | 2010                                      | 2020                                      | 2030                                      | 2040                                      | 2050                                      | 2060                                      | 2070                                      | 2080                                      | 2090                                      |
| Einwohner                                 | 1289                                      | 1337                                      | 1413                                      |                                           |                                           |                                           |                                           |                                           |                                           |                                           |

## Wirtschaft und Infrastruktur

### Verkehr
Die Vermont State Route 100 verläuft in nordsüdlicher Richtung durch den Osten von Duxbury. Sie führt von Waterbury im Norden nach Moretown im Süden. Im Norden kreuzt sie die Interstate 89, die entlang der nördlichen Grenze der Town verläuft.

### Öffentliche Einrichtungen
Da sich in Duxbury kein Krankenhaus befindet, ist das nächstgelegene das Central Vermont Medical Center in Berlin.

### Bildung
Duxbury gehört mit Fayston, Moretown, Waitsfield, Warren und Waterbury zur Washington West Supervisory Union. In Duxbury befindet sich die Crosset Brook Middle School. Sie bietet Schulklassen vom Kindergarten bis zum achten Schuljahr.
Duxbury besitzt keine eigene Bücherei. Die Einwohner von Duxbury können jedoch gemeinsam mit den Bewohnern von Waterbury die Bücherei in Waterbury nutzen.

### Friedhöfe
In Duxbury gibt es dreizehn Friedhöfe, von denen vier Friedhöfe durch die Town betrieben werden. Dies sind die Friedhöfe Phillips, Landon-Hayden, Sprague und Crossett Hill.

## Persönlichkeiten

### Persönlichkeiten, die vor Ort gewirkt haben
- Emeline Meaker (1838–1883), Mörderin, wurde als erste Frau in Vermont gehängt
- Will S. Monroe (1863–1939), Lehrer, Professor, Gründer des Trails auf den Camel Hump und Autor der Monroe’s Cyclopedia of Education